# صمام القوس الزئبقي
صمام القوس الزئبقي  هو نوع من المقوم الكهربائي المستخدم لتحويل الجهد الكهربائي العالي أو التيار الكهربائي المتردد (AC) إلى تيار مستمر أو مباشر (DC). إنه نوع من الأنبوب المملوء بغاز الكاثود البارد، ولكنه غير معتاد من حيث أن الكاثود، بدلاً من أن يكون صلبًا، فهو مصنوعٌ من تجمع من الزئبق السائل وبالتالي فهو يستعيد نفسه بنفسه. ونتيجة لذلك، كانت صمامات القوس الزئبقي أكثر صلابة وطويلة الأمد، ويمكن أن تحمل تيارات أعلى بكثير من معظم أنواع أنابيب تصريف الغاز الأخرى.
تم اختراع صمامات أو صمَّامات القوس الزئبقي في عام 1902 من قِبل بيتر كوبر هيويت لتوفير الطاقة للمحركات الصناعية والسكك الحديدية الكهربائية وعربات الترام والقاطرات الكهربائية، وكذلك لأجهزة الإرسال الراديوية ونقل الطاقة بالتيار المباشر عالي الجهد (تيار الجهد العالي المستمر). كانت الطريقة الأساسية لتصحيح الطاقة العالية قبل ظهور صمامات أشباه الموصلات، مثل الثنائيات والثايرستور والبوابة الثايرستور (GTOs) في السبعينيات. منذ ذلك الحين، حلَّت صمامات الحالة الصلبة هذه محل صمَّامات القوس الزئبقي القديمة بالكامل بفضل موثوقيتها العالية، وانخفاض التكلفة والصيانة، وانخفاض المخاطر البيئية.

## التاريخ

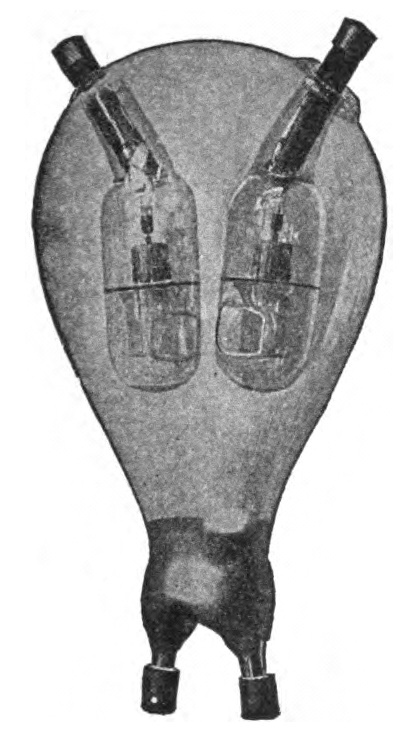
واحدة من أولى مصابيح القوس الزئبقي التي بناها كوبر هيويت

في عام 1882 لاحظ جيمين ومونوفيريي تصحيح خصائص قوس الزئبق. اخترع بيتر كوبر هيويت مقوم القوس الزئبقي في عام 1902 وطوره باحثون في كل من أوروبا وأمريكا الشمالية خلال عشرينيات وثلاثينيات القرن الماضي. قبل اختراعه، كانت الطريقة الوحيدة لتحويل تيار التيار المتردد الذي توفره المرافق إلى التيار المستمر هي استخدام محولات دورانية باهظة الثمن وغير فعالة وعالية الصيانة أو مجموعات مولدات بمحرك. تم استخدام صمامات القوس الزئبقي أو «المحولات» لشحن بطاريات التخزين، وأنظمة الإضاءة القوسية  ومحركات الجر DC لحافلات الترولي، والترام، ومترو الأنفاق، ومعدات الطلاء الكهربائي. تم استخدام مقوم الزئبق جيدًا في السبعينيات، عندما تم استبداله أخيرًا بمعدلات أشباه الموصلات.

## مبادئ التشغيل

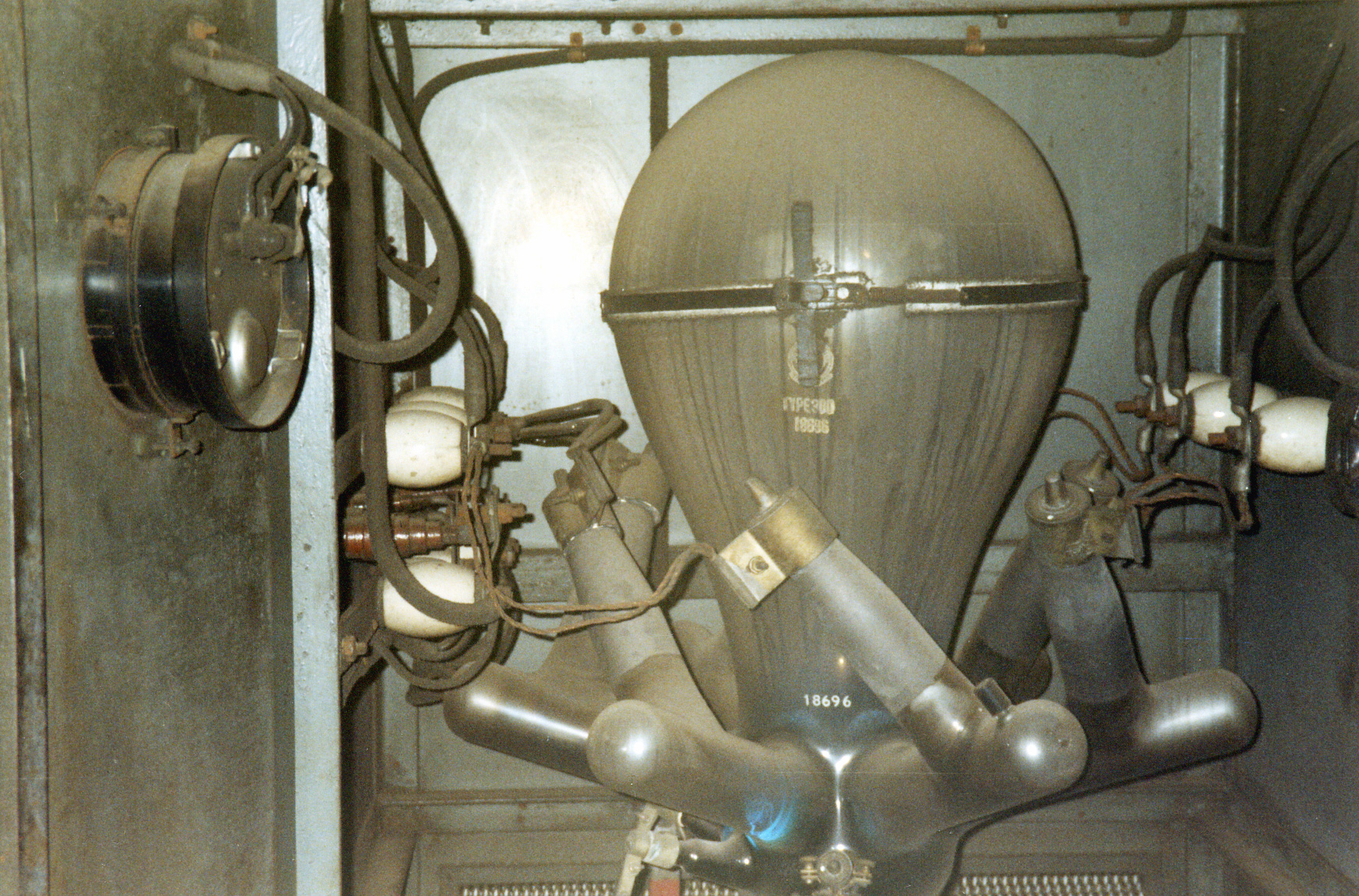
مقوم القوس الزئبقي المصباح الزجاجي من فترة الأربعينيات

يعتمد تشغيل المقوم أو الصمام على تفريغ القوس الكهربائي بين الأقطاب الكهربائية في مظروف مغلق يحتوي على بخار الزئبق عند ضغط منخفض للغاية. يعمل بركة من الزئبق السائل بمثابة تجديد الذات الكاثود أن لا تتدهور مع مرور الوقت. يصدر الزئبق إلكترونات بحرية، في حين أن أنودات الكربون تصدر إلكترونات قليلة جدًا حتى عند تسخينها، لذلك لا يمكن لتيار الإلكترونات المرور إلا عبر الأنبوب في اتجاه واحد، من الكاثود إلى الأنود، مما يسمح للأنبوب بتصحيح التيار المتردد. عندما يتشكل قوس، تنبعث الإلكترونات من سطح البركة، مما يتسبب في تأين بخار الزئبق على طول المسار نحو الأنودات. تنجذب أيونات الزئبق نحو الكاثود، والقصف الأيوني الناتج للمسبح يحافظ على درجة حرارة بقعة الانبعاث، طالما استمر تيار قليل من الأمبيرات.
بينما يتم نقل التيار بواسطة الإلكترونات، تسمح الأيونات الموجبة العائدة إلى الكاثود بأن لا يتأثر مسار التوصيل إلى حد كبير بتأثيرات شحن الفضاء التي تحد من أداء الأنابيب المفرغة. وبالتالي، يمكن للصمام أن يحمل تيارات عالية بجهد قوس منخفض (نموذجيًا 20-30 V) وكذلك مقوم فعال. قد تحقق أنابيب تفريغ الغاز والكاثود الساخن مثل الثيراترون أيضًا مستويات مماثلة من الكفاءة، لكن خيوط الكاثود المسخنة حساسة ولها عمر تشغيلي قصير عند استخدامها في تيار عالٍ. يجبُ التحكّم في درجة حرارة الغلاف بعناية، حيث يتم تحديد سلوك القوس إلى حد كبير بواسطة ضغط بخار الزئبق، والذي يتم ضبطه بدوره بواسطة أبرد بقعة على جدار العلبة. تصميم نموذجي يحافظ على درجة الحرارة عند 40 °م (104 °ف) وضغط بخار الزئبق 7 ملي باسكال. تصدر أيونات الزئبق الضوء بأطوال موجية مميزة، يتم تحديد شدتها النسبية بواسطة ضغط البخار. عند الضغط المنخفض داخل المعدل، يظهر الضوء باللون الأزرق البنفسجي الباهت ويحتوي على الكثير من الضوء فوق البنفسجي.

## الهيكلة
يتخذ إنشاء صمام القوس الزئبقي أحد الشكلين الأساسيين - نوع اللمبة الزجاجية ونوع الخزان الفولاذي. تم استخدام صمامات الخزان الفولاذي لتصنيفات تيار أعلى أعلى من 500 تقريبًا أ.

### صمامات زجاجية

صمام المعدل القوس الزئبقي بغلاف زجاجي

يتكون أول نوع من المعدل الكهربائي لبخار الزئبق من لمبة زجاجية مفرغة مع تجمع من الزئبق السائل في الجزء السفلي مثل الكاثود. فوقه ينحني المصباح الزجاجي، الذي يكثف الزئبق الذي يتبخر أثناء تشغيل الجهاز. يحتوي الغلاف الزجاجي على ذراع واحد أو أكثر مع قضبان الجرافيت كأنودات. يعتمد عددهم على التطبيق، وعادة ما يتم توفير أنود واحد لكل مرحلة. يضمن شكل أذرع الأنود أن أي زئبق يتكثف على الجدران الزجاجية يستنزف مرة أخرى إلى البركة الرئيسية بسرعة لتجنب توفير مسار موصل بين القطب السالب والأنود المعني.
يُمكن لمعدلات الأظرف الزجاجية التعامل مع مئات الكيلوواط من طاقة التيار المباشر في وحدة واحدة. مقوم من ست مراحل مصنف 150 أمبير به غلاف زجاجي حوالي 600 ملم (24 بوصة) ارتفاع 300 ملم (12 بوصة) خارج القطر. سوف تحتوي هذه المعدلات على عدة كيلوغرامات من الزئبق السائل. الحجم الكبير للغلاف مطلوب بسبب الموصلية الحرارية المنخفضة للزجاج. يجب أن يقوم بخار الزئبق الموجود في الجزء العلوي من الغلاف بتبديد الحرارة من خلال الغلاف الزجاجي من أجل التكثيف والعودة إلى تجمع الكاثود. تم غمر بعض الأنابيب الزجاجية في حمام زيت للتحكم بشكل أفضل في درجة الحرارة.
إن قدرة الحمل الحالية لمعدل المصباح الزجاجي محدودة جزئيًا بهشاشة الغلاف الزجاجي (الذي يزيد حجمه مع القدرة المقدرة) وجزئيًا بحجم الأسلاك المنصهرة في الغلاف الزجاجي لتوصيل الأنودات و الكاثود. يتطلب تطوير صمامات التيار العالي مواد أسلاك الرصاص والزجاج مع معاملات متشابهة جدًا للتمدد الحراري من أجل منع تسرب الهواء إلى الغلاف. التصنيفات الحالية تصل إلى 500 تم تحقيق A بحلول منتصف الثلاثينيات من القرن الماضي، ولكن تم تحقيق معظم صمامات التصنيفات الحالية الأعلى من ذلك باستخدام تصميم الخزان الفولاذي الأكثر قوة.

### صمامات الخزان الفولاذي
بالنسبة للصمامات الأكبر حجمًا، يتم استخدام خزان فولاذي مزود بعوازل سيراميك للأقطاب الكهربائية، مع نظام مضخة تفريغ لمواجهة التسرب الطفيف للهواء إلى الخزان حول موانع التسرب غير الكاملة. تم تطوير صمامات الخزان الفولاذي، مع تبريد الماء للخزان، بمعدلات حالية تصل إلى عدة آلاف من الأمبيرات.
مثل صمامات المصباح الزجاجي، تم بناء الصمامات القوسية الزئبقية ذات الخزان الفولاذي باستخدام أنود واحد فقط لكل خزان (نوع يُعرف أيضًا باسم الإكسيترون ) أو مع عدة أنودات لكل خزان. عادةً ما تُستخدم الصمامات متعددة الأنود لدارات المعدل متعدد المراحل (مع 2 أو 3 أو 6 أو 12 أنودًا لكل خزان) ولكن في تطبيقات تيار الجهد العالي المستمر، غالبًا ما يتم توصيل الأنودات المتعددة بشكل متوازٍ من أجل زيادة التصنيف الحالي.

### البدء (الاشتعال)
يبدأ المعدل التقليدي للقوس الزئبقي بقوس قصير عالي الجهد داخل المعدل، بين تجمع الكاثود وقطب البداية. يتم توصيل قطب البداية بالمسبح والسماح له بالمرور عبر دائرة حثي. يتم بعد ذلك قطع الاتصال مع المسبح، مما يؤدي إلى ارتفاع القودة الدافعة الكهربائيّة وتفريغ القوس.
يمكن تحقيق الاتصال اللحظي بين قطب البداية والمسبح من خلال عدد من الطرق، بما في ذلك:
- السماح لمغناطيس كهربائي خارجي بسحب القطب الكهربائي في اتصال مع حوض السباحة، يُمكن أن يكون المغناطيس الكهربائي بمثابة محاثة البداية.[17]
- ترتيب المغناطيس الكهربائي لقلب لمبة مقوم صغير، بما يكفي للسماح للزئبق من البركة بالوصول إلى قطب البداية.[18]
- توفير رقبة ضيقة من الزئبق بين بركتين، ومن خلال تمرير تيار عالي جدًا بجهد ضئيل عبر الرقبة، مما يؤدي إلى إزاحة الزئبق عن طريق التضيق المغناطيسي، وبالتالي فتح الدائرة.[19]
- تمرير التيار إلى تجمع الزئبق من خلال شريط ثنائي المعدن، والذي يسخن تحت تأثير تسخين التيار وينحني بطريقة تؤدي إلى قطع الاتصال مع البركة.[20]

### الإثارة
نظرًا لأن الانقطاعات اللحظية أو التخفيضات في تيار الخرج قد تتسبب في إطفاء بقعة الكاثود، فإن العديد من الصمامات تتضمن قطبًا إضافيًا للحفاظ على قوس كلما كان المصنع قيد الاستخدام. عادة، يمر إمداد مرحلتين أو ثلاث من بضعة أمبير عبر أنودات الإثارة الصغيرة. يستخدم بشكل شائع محول محوّل مغناطيسيًا من بضع مئات من تصنيف VA لتوفير هذا العرض.
كانت دائرة الإثارة أو البقاء على قيد الحياة ضرورية للمعدلات أحادية الطور مثل الإكسيترون ومعدلات القوس الزئبقي المستخدمة في إمداد الجهد العالي لأجهزة الإرسال الراديوية، حيث كان التدفق الحالي ينقطع بانتظام في كل مرة يتم فيها تحرير مفتاح مورس.

### التحكم في الشبكة
قد يكون لكل من صمامات الغلاف الزجاجي والمعدني شبكات تحكم مدرجة بين القطب الموجب والكاثود. يسمحُ تركيب شبكة تحكم بين الأنود وكاثود المسبح بالتحكم في توصيل الصمام، مما يتيح التحكم في متوسط جهد الخرج الناتج عن المقوم. يمكن تأخير بدء التدفق الحالي بعد النقطة التي يتشكل فيها القوس في صمام غير متحكم فيه. يسمح ذلك بضبط جهد الخرج لمجموعة الصمامات عن طريق تأخير نقطة الإطلاق، ويسمح لصمامات القوس الزئبقي المتحكم بها بتشكيل عناصر التبديل النشطة في العاكس لتحويل التيار المباشر إلى تيار متنا وب.
للحفاظ على الصمام في الحالة غير الموصلة، يتم تطبيق انحياز سلبي لبضعة فولت أو عشرات الفولت على الشبكة. نتيجة لذلك، يتم طرد الإلكترونات المنبعثة من الكاثود بعيدًا عن الشبكة، والعودة نحو الكاثود، وبالتالي يتم منعها من الوصول إلى القطب الموجب. مع وجود انحياز إيجابي صغير مطبق على الشبكة، تمر الإلكترونات عبر الشبكة باتجاه القطب الموجب، ويمكن أن تبدأ عملية إنشاء تفريغ القوس. ومع ذلك، بمجرد إنشاء القوس، لا يمكن إيقافه عن طريق عمل الشبكة، لأن أيونات الزئبق الإيجابية الناتجة عن التأين تنجذب إلى الشبكة السالبة الشحنة وتحييدها بشكل فعال. الطريقة الوحيدة لإيقاف التوصيل هي جعل الدائرة الخارجية تجبر التيار على الانخفاض إلى ما دون تيار حرج (منخفض).
على الرغم من أن صمامات القوس الزئبقي التي يتم التحكم فيها عن طريق الشبكة تحمل تشابهًا سطحيًا مع الصمامات الثلاثية، لا يمكن استخدام صمامات القوس الزئبقي كمضخمات إلا عند القيم المنخفضة للغاية للتيار، والتي تكون أقل بكثير من التيار الحرج المطلوب للحفاظ على القوس.

### أقطاب تصنيف الأنود

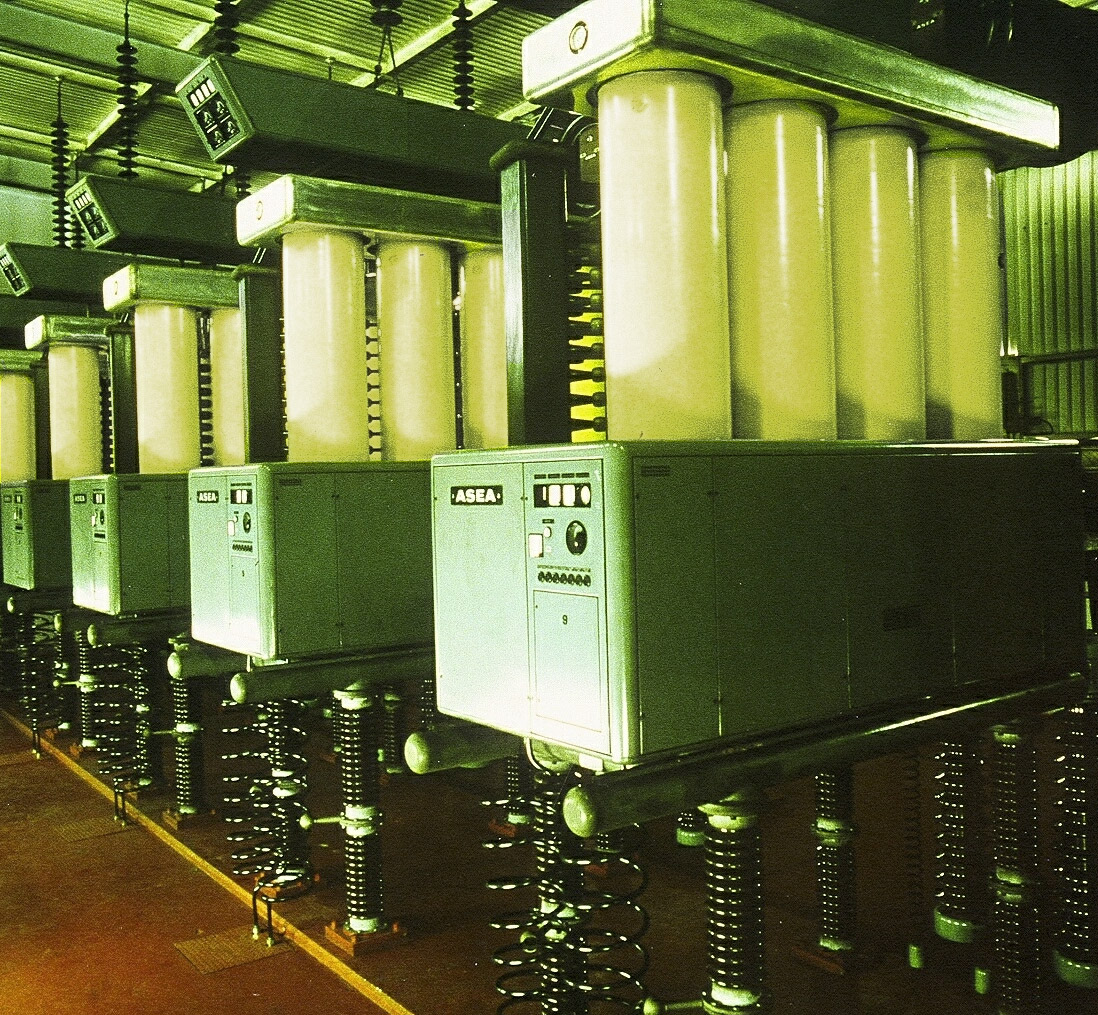
صمامات قوس زئبقي بتصميم ASEA، مع أربعة أعمدة أنود بالتوازي، في مخطط تيار الجهد العالي المستمر بين الجزر في نيوزيلندا.

تكون صمامات القوس الزئبقي عرضة لتأثير يسمى القوس الخلفي (أو الارتداد العكسي)، حيث يمرُّ الصمام في الاتجاه العكسي عندما يكون الجهد عبره سالبًا. يمكن أن تتسبب ارتدادات القوس في إتلاف الصمام أو إتلافه، فضلاً عن إنشاء تيارات ماس كهربائى عالية في الدائرة الخارجية، وتكون أكثر انتشارًا عند الفولتية العالية. حدث أحد الأمثلة على المشاكل الناجمة عن النتائج العكسية في عام 1960 بعد كهربة سكة حديد غلاسكو نورث سوبربان حيث كان لابد من إعادة تقديم خدمات البخار بعد عدة حوادث مؤسفة. لسنوات عديدة، حد هذا التأثير من جهد التشغيل العملي لصمامات القوس الزئبقي إلى بضعة كيلوفولتات.
وُجد أن الحلَّ هو تضمين أقطاب التصنيف بين الأنود وشبكة التحكم، المتصلة بدائرة مقسم مكثف ومقاوم خارجي.  أجرى الدكتور أونو لام عملاً رائدًا في ASEA في السويد حول هذه المشكلة طوال ثلاثينيات وأربعينيات القرن العشرين، مما أدى إلى أول صمام زئبقي عملي حقًا لنقل تيار الجهد العالي المستمر، والذي تم تشغيله في 20 ميغاواط، 100 وصلة kV تيار الجهد العالي المستمر من البر الرئيسي للسويد إلى جزيرة جوتلاند في عام 1954.
قاده عمل أونو لام على صمامات القوس الزئبقي عالي الجهد إلى أن يُعرف باسم «نقل الطاقة تيار الجهد العالي المستمر»  وألهم معهد مهندسي الكهرباء والإلكترونيات (IEEE) بتخصيص جائزة تحمل اسمه، لمساهماته البارزة في المجال الذي يُعرف اختصارًا بـ تيار الجهد العالي المستمر.
تم تطوير صمامات القوس الزئبقي المزودة بأقطاب تصنيف من هذا النوع حتى معدلات جهد تصل إلى 150 كيلو فولت. ومع ذلك، كان عمود الخزف الطويل المطلوب لإيواء أقطاب التصنيف أكثر صعوبة في التبريد من الخزان الفولاذي عند إمكانات الكاثود، لذلك كان تصنيف التيار القابل للاستخدام مقتصرًا على حوالي 200 – 300 أ لكل الأنود. لذلك، غالبًا ما يتم إنشاء صمامات القوس الزئبقي لـ تيار الجهد العالي المستمر بأربعة أو ستة أعمدة أنود على التوازي. كانت أعمدة الأنود دائمًا مبردة بالهواء، مع خزانات الكاثود إما مبردة بالماء أو مبردة بالهواء.

## الدوائر
نادرًا ما تستخدم مقومات القوس الزئبقي أحادية الطور لأن التيار ينخفض ويمكن أن ينطفئ القوس عندما يغير جهد التيار المتردد القطبية. وبالتالي، احتوى التيار المباشر الناتج عن مقوم أحادي الطور على مكون متغير (تموج) عند ضعف تردد مصدر الطاقة، وهو أمر غير مرغوب فيه في العديد من تطبيقات التيار المستمر. كان الحل هو استخدام إمدادات طاقة تيار متردد ثنائية أو ثلاثية أو حتى ستة أطوار بحيث يحافظ التيار المعدل على مستوى جهد أكثر ثباتًا. تقوم المقومات متعددة الأطوار أيضًا بموازنة الحمل على نظام الإمداد، وهو أمر مرغوب فيه لأسباب تتعلق بأداء النظام والاقتصاد.
تستخدمُ معظم تطبيقات صمامات الزئبق القوسية للمعدلات تصحيح الموجة الكاملة مع أزواج منفصلة من الأنودات لكل مرحلة. في تصحيح الموجة الكاملة يتم استخدام كلا نصفي شكل موجة التيار المتردد. يتم توصيل الكاثود بالجانب + من حمل التيار المستمر، والجانب الآخر متصل بالصنبور المركزي للملف الثانوي للمحول، والذي يظل دائمًا عند صفر إمكانات فيما يتعلق بالأرض أو الأرض. لكل مرحلة من مراحل التيار المتردد، يتم توصيل سلك من كل طرف من ملفات الطور هذه بـ "ذراع" أنود منفصل على مقوم القوس الزئبقي. عندما يصبح الجهد عند كل أنود موجبًا، فإنه سيبدأ في المرور عبر بخار الزئبق من الكاثود. نظرًا لأن الأنودات الخاصة بكل مرحلة من مراحل التيار المتردد يتم تغذيتها من الأطراف المقابلة لملف المحول المركزي، فسيكون المرء دائمًا موجبًا فيما يتعلق بالصنبور المركزي وسيؤدي كلا نصفي شكل موجة التيار المتردد إلى تدفق التيار في اتجاه واحد فقط من خلال الحمل. يسمى هذا التصحيح لشكل موجة التيار المتردد بالكامل تصحيح الموجة الكاملة.
مع التيار المتردد ثلاثي الأطوار وتقويم الموجة الكاملة، تم استخدام ستة أنودات لتوفير تيار مباشر أكثر سلاسة. يمكن أن تعمل العملية ثلاثية الطور على تحسين كفاءة المحول بالإضافة إلى توفير تيار تيار مستمر أكثر سلاسة عن طريق تمكين أنودتين من العمل في وقت واحد. أثناء التشغيل، ينتقل القوس إلى الأنودات بأعلى جهد إيجابي (فيما يتعلق بالكاثود). في تطبيقات تيار الجهد العالي المستمر، عادةً ما يتم استخدام مقوم جسر ثلاثي الأطوار كامل الموجة أو دائرة جسر Graetz، حيث يتم وضع كل صمام في خزان واحد

## التطبيقات
عندما أصبحت المعدلات المعدنية ذات الحالة الصلبة متاحة لتصحيح الجهد المنخفض في عشرينيات القرن الماضي، أصبحت أنابيب القوس الزئبقي محدودة للجهد العالي وخاصة التطبيقات عالية الطاقة. تم استخدام صمامات القوس الزئبقي على نطاق واسع حتى الستينيات من القرن الماضي لتحويل التيار المتردد إلى تيار مباشر للاستخدامات الصناعية الكبيرة. تضمنت التطبيقات مصدر الطاقة لعربات الترام والسكك الحديدية الكهربائية وإمدادات الطاقة ذات الجهد المتغير لأجهزة الإرسال اللاسلكية الكبيرة. تم استخدام محطات الزئبق القوس لتوفير طاقة التيار المستمر لشبكات الطاقة القديمة على طراز Edison- style DC في المراكز الحضرية حتى الخمسينيات من القرن الماضي. في الستينيات، حلت أجهزة السيليكون ذات الحالة الصلبة ، الثنائيات الأولى ثم الثايرستور، محل جميع تطبيقات مقوم الطاقة المنخفضة والجهد المنخفض لأنابيب القوس الزئبقي. حملت العديد من القاطرات الكهربائية، بما في ذلك New Haven EP5 وVirginian EL-C، إشعالًا على متنها لتصحيح التيار المتردد إلى محرك الجر DC.

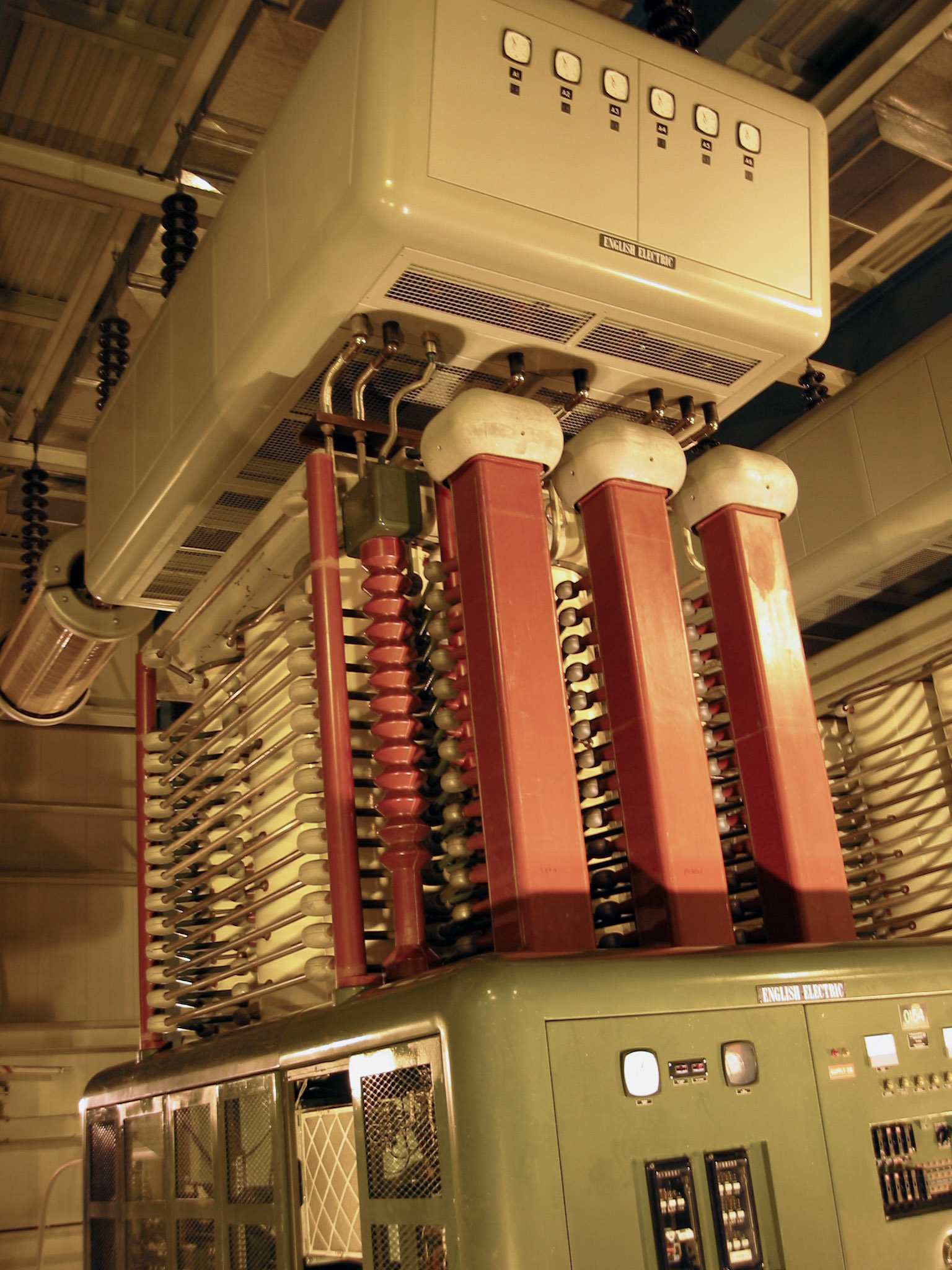
صمام قوس زئبقي بقدرة 150 كيلوفولت و1800 أمبير في محطة تحويل راديسون مانيتوبا هيدرو (آب/أغسطس 2003)

كان أحد الاستخدامات الرئيسية الأخيرة لصمامات قوس الزئبق في نقل الطاقة تيار الجهد العالي المستمر، حيث تم استخدامها في العديد من المشاريع حتى أوائل السبعينيات، بما في ذلك وصلة تيار الجهد العالي المستمر بين الجزر الشمالية والجنوبية لنيوزيلندا ووصلة تيار الجهد العالي المستمر Kingsnorth من محطة كهرباء Kingsnorth إلى لندن. ومع ذلك، بدءًا من عام 1975 تقريبًا، جعلت أجهزة السيليكون مقومات القوس الزئبقي قديمة إلى حد كبير، حتى في تطبيقات تيار الجهد العالي المستمر. تم تصنيف أكبر مقومات القوس الزئبقي، التي صنعتها شركة English Electric، بمعدل 150 كيلو فولت، 1800 تم استخدامه حتى عام 2004 في مشروع نقل الطاقة DC عالي الجهد لنظام Nelson River DC. استخدمت صمامات مشروعي Inter-Island و Kingsnorth أربعة أعمدة أنود بالتوازي، بينما استخدمت تلك الخاصة بمشروع نهر نيلسون ستة أعمدة أنود بالتوازي من أجل الحصول على التصنيف الحالي اللازم. كانت الوصلة بين الجزر آخر مخطط لنقل الجهد الكبدي العالي الجهد قيد التشغيل باستخدام صمامات القوس الزئبقي. تم إيقاف تشغيله رسميًا في 1 أغسطس 2012. تم استبدال محطات محول صمام القوس الزئبقي في مخطط نيوزيلندا بمحطات محول الثايرستور الجديدة. مخطط مماثل لصمام القوس الزئبقي، تم استبدال وصلة تيار الجهد العالي المستمر Vancouver Island بوصلة AC ثلاثية الطور.
تظل صمامات القوس الزئبقي قيد الاستخدام في بعض مناجم جنوب إفريقيا وكينيا (في قسم الكهرباء والإلكترونيات). تم استخدام صمامات القوس الزئبقي على نطاق واسع في أنظمة الطاقة بالتيار المستمر في مترو أنفاق لندن، ولا يزال اثنان منها قيد التشغيل في عام 2000 في مأوى الغارة الجوية العميق المهجور في بيلسيز بارك. بعد أن لم تعد هناك حاجة إليها كملاجئ، تم استخدام بيلزي بارك والعديد من الملاجئ العميقة الأخرى كمخزن آمن، لا سيما لأرشيف الموسيقى والتلفزيون. أدى ذلك إلى ظهور مقوم القوس الزئبقي في ملجأ Goodge Street في حلقة مبكرة من Doctor Who باعتباره دماغًا فضائيًا، تم اختياره بسبب «توهجه الغريب».

## آحرون
أنواع خاصة من مقومات القوس الزئبقي أحادية الطور هي Ignitron وExcitron. يشبه Excitron الأنواع الأخرى من الصمامات الموصوفة أعلاه ولكنه يعتمد بشكل حاسم على وجود أنود الإثارة للحفاظ على تفريغ القوس خلال نصف الدورة عندما لا يقوم الصمام بتوصيل التيار. يتخلص Ignitron من أنودات الإثارة عن طريق إشعال القوس في كل مرة يكون فيها التوصيل مطلوبًا لبدء التشغيل. بهذه الطريقة، تتجنب الإشعال أيضًا الحاجة إلى شبكات التحكم. في عام 1919، وصف كتاب "Cyclopedia of Telephony & Telegraphy Vol.1"  مكبر للصوت لإشارات الهاتف التي تستخدم مجالًا مغناطيسيًا لتعديل قوس في أنبوب المعدل الزئبقي. لم يكن هذا مهمًا تجاريًا أبدًا.

مضخم تجريبي للقوس الزئبقي للاستخدام في دوائر الهواتف بعيدة المدى. لم يتم استخدامه تجاريًا بعد تطوير أنبوب الصوت.

## الخطر البيئي
مركبات الزئبق سامة، وشديدة الثبات في البيئة، وتشكل خطراً على الإنسان والبيئة. يمثل استخدام كميات كبيرة من الزئبق في مظاريف زجاجية هشة خطر الانطلاق المحتمل للزئبق في البيئة في حالة كسر المصباح الزجاجي. تطلبت بعض محطات تحويل الجهد الكهربي عالي الجهد تنظيفًا مكثفًا لإزالة آثار الزئبق المنبعثة من المحطة على مدار فترة خدمتها. تتطلب مقومات الخزانات الفولاذية في كثير من الأحيان مضخات تفريغ، والتي تنبعث باستمرار كميات صغيرة من بخار الزئبق.